# Діагностика автомобіля
Діагностування автомобіля — сукупність методів та засобів направлених на визначення технічного стану автомобіля без його розбирання.

## Мета і види
Діагностування проводять для виявлення несправностей, причин їх появи та встановлення терміну надійної роботи вузлів та механізмів автомобіля.
Визначають суб'єктивні та об'єктивні методи визначення технічного стану автомобіля. До суб'єктивних методів відносять визначення стану за динамічними параметрами. Це візуальний метод, прослуховування, обмацування, висновок за допомогою логічного мислення. Візуальний метод дозволяє виявити порушення ущільнень, дефекти трубопроводів та шлангів, тріщини, неповноту згоряння палива, якість оливи тощо. При прослуховуванні можна виявити несправності роботи агрегатів автомобіля через нетипові звуки, наприклад порушення зазору між клапанами і коромислами у газорозподільчому механізмі, надмірне запізнення або випередження вприскування палива тощо. Методом обмацування визначають ослаблення кріплень, несправності механізмів через надмірне нагрівання, порушення регулювань. За допомогою логічного висновку можна діагностувати несправності систем чи загальний стан двигуна.
Об'єктивні методи базуються на вимірюванні та аналізі інформації про стан автівки спеціальними вимірювально-діагностичними засобами і ухваленні рішення за допомогою визначених алгоритмів. До об'єктивних методів відносять діагностування за структурними параметрами, герметичністю робочих об'ємів, зміною робочих параметрів тощо.